# Pinseque
Pinseque là một đô thị ở tỉnh Zaragoza, Aragon, Tây Ban Nha. Theo điều tra dân số 2004 của Viện thống kê Tây Ban Nha (INE), đô thị này có dân số là 2.197 người. Diện tích đô thị này là 16 ki-lô-mét vuông. Đô thị này nằm cách thủ phủ Zaragoza 20 km.

## Biến động dân số
| 1991 |  | 1996 |  | 2001 |  | 2004 |
| ---- |  | ---- |  | ---- |  | ---- |
| 1363 |  | 1472 |  | 1819 |  | 2197 |